# Сентрвілл (Алабама)
Сентрвілл (англ. Centreville) — місто (англ. city) в США, в окрузі Бібб штату Алабама. Населення — 2800 осіб (2020).

## Географія
Сентрвілл розташований за координатами 32°57′32″ пн. ш. 87°7′56″ зх. д. / 32.95889° пн. ш. 87.13222° зх. д. (32.958798, -87.132305).  За даними Бюро перепису населення США в 2010 році місто мало площу 24,86 км², з яких 24,48 км² — суходіл та 0,38 км² — водойми.

### Клімат
| Клімат : Сентрвілл                                      | Клімат : Сентрвілл | Клімат : Сентрвілл | Клімат : Сентрвілл | Клімат : Сентрвілл | Клімат : Сентрвілл | Клімат : Сентрвілл | Клімат : Сентрвілл | Клімат : Сентрвілл | Клімат : Сентрвілл | Клімат : Сентрвілл | Клімат : Сентрвілл | Клімат : Сентрвілл | Клімат : Сентрвілл |
| Показник                                                | Січ.               | Лют.               | Бер.               | Квіт.              | Трав.              | Черв.              | Лип.               | Серп.              | Вер.               | Жовт.              | Лист.              | Груд.              | Рік                |
| Абсолютний максимум, °C                                 | 27,8               | 30,0               | 32,8               | 34,4               | 36,7               | 40,6               | 42,8               | 41,1               | 44,4               | 38,3               | 32,2               | 27,8               | 44,4               |
| Середній максимум, °C                                   | 14,1               | 16,1               | 20,0               | 25,1               | 29,2               | 32,6               | 33,6               | 33,5               | 31,2               | 26,3               | 19,2               | 14,8               | 24,7               |
| Середній мінімум, °C                                    | 0,8                | 1,9                | 5,2                | 9,9                | 14,3               | 18,6               | 20,4               | 20,1               | 17,0               | 10,2               | 4,1                | 1,3                | 10,4               |
| Абсолютний мінімум, °C                                  | −18,3              | −15                | −10,6              | −3,3               | 0,6                | 4,4                | 11,7               | 10,6               | 0,6                | −5                 | −12,2              | −16,7              | −18,3              |
| Норма опадів, мм                                        | 139                | 137                | 165                | 131                | 101                | 110                | 140                | 113                | 85                 | 68                 | 94                 | 136                | 1419               |
| ------------------------------------------------------- | ------------------ | ------------------ | ------------------ | ------------------ | ------------------ | ------------------ | ------------------ | ------------------ | ------------------ | ------------------ | ------------------ | ------------------ | ------------------ |
| Джерело: https://wrcc.dri.edu/cgi-bin/cliMAIN.pl?al1520 |                    |                    |                    |                    |                    |                    |                    |                    |                    |                    |                    |                    |                    |

## Демографія
Згідно з переписом 2010 року, у місті мешкало 2778 осіб у 1066 домогосподарствах у складі 729 родин. Густота населення становила 112 особи/км².  Було 1178 помешкань (47/км²).
Расовий склад населення:
| - 72,2 % — білих - 23,7 % — чорних або афроамериканців - 0,4 % — азіатів - 0,3 % — корінних американців - 2,4 % — осіб інших рас |

До двох чи більше рас належало 1,1 %. Частка іспаномовних становила 3,0 % від усіх жителів.
За віковим діапазоном населення розподілялося таким чином: 23,8 % — особи молодші 18 років, 58,1 % — особи у віці 18—64 років, 18,1 % — особи у віці 65 років та старші. Медіана віку мешканця становила 39,0 року. На 100 осіб жіночої статі у місті припадало 92,6 чоловіків;  на 100 жінок у віці від 18 років та старших — 83,5 чоловіків також старших 18 років.
Середній дохід на одне домашнє господарство  становив 57 462 долари США (медіана — 41 103), а середній дохід на одну сім'ю — 69 848 доларів (медіана — 53 382). Медіана доходів становила 36 786 доларів для чоловіків та 23 846 доларів для жінок. За межею бідності перебувало 22,4 % осіб, у тому числі 42,3 % дітей у віці до 18 років та 3,7 % осіб у віці 65 років та старших.
Цивільне працевлаштоване населення становило 1046 осіб. Основні галузі зайнятості: освіта, охорона здоров'я та соціальна допомога — 22,0 %, виробництво — 18,5 %, роздрібна торгівля — 16,6 %, будівництво — 15,8 %.